# Тинф

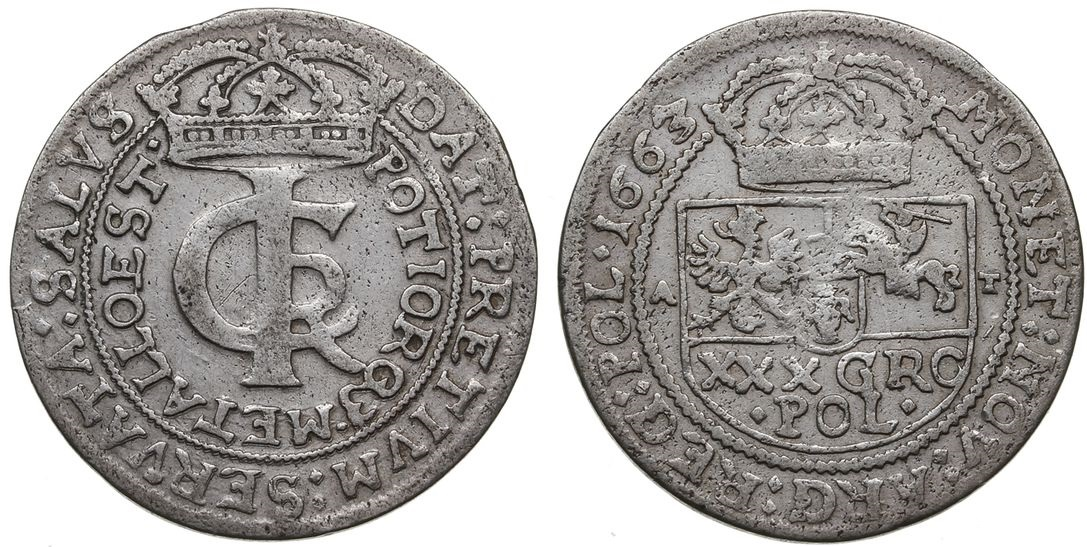

Тинф (Тимф, Tymf) — низькопробна польська білонна (напівсрібна) монета номінальною вартістю 30 грошів (1 Польський злотий). Назва монети походить від прізвища орендаря монетних дворів Речі Посполитої 1660 років — мінцмейстера Андреаса Тимфа, який виступив з ініціативою карбування цієї монети. Емісія відбувалася у містах Львові (1663), Бидґощі (1663-66), Кракові (1663-66).
Карбувалась зі срібла 8-ї проби в кількості 30 шт. з однієї гривні срібла (бл. 200 грамів). Вага — бл. 6,72 г, вміст — 3,36 г чистого срібла. Було викарбувано надмір (понад 7 млн штук), призвело до подальшого розладу грошової системи Речі Посполитої. Міста Прусії відмовлялись брати їх за номіналом, прирівняли до ортів вартістю 18 грошів.

## Львівські тимфи
На Львівському монетному дворі було відкарбовано 1 357 170 шт. На лицевому боці тинфа вміщувалась монограма короля Яна II Казимира. На звороті — герби Польщі, Литви та королівського роду Вазів, а також позначення номіналу. Карбування тинфа, примусовий курс яких становив 30 грошів, реальна вартість — 12-15 грошів (чи максимум 12), було викликано кризовими явищами у фінансовому господарстві Речі Посполитої. Ринковий курс тинфа виражений у мідних солідах-боратинках, перевищував номінальний. У Львові він становив у 1667 році 32 гроші, у 1686 — 33 гроші, 1701 — 38 грошів. 1717 року урядовий курс становив 38 мідних грошів. У першій половині XVIII ст. курс тинфа утримувався на рівні 38 грошів. Виробництво монет вартістю 30 грошів здійснювалося за часів панування королів Міхала Корибута Вишневецького у 1671 та Августа III Фридріха у 1752-56 роках. В 1776 році почали вийматись з обігу за курсом 27 грошів.
Під час Північної війни у 1707-09 роках цар Московії Петро І випустив невелику кількість тинфів на московському монетному дворі для покриття потреб московської армії, що вела воєнні дії на землях Речі Посполитої.